# MTV Europe Music Awards de 1994
A primeira edição do MTV Europe Music Awards foi realizado em 24 de novembro de 1994, no Portão de Brandemburgo, em Berlim, na Alemanha, cinco anos após a queda do Muro de Berlim e quatro anos após a reunificação daquele país. Apresentado por Tom Jones, o show contou com apresentações de Aerosmith, Björk, Roxette, Take That e George Michael. Os apresentadores incluíram East 17, Jean Paul Gaultier, Naomi Campbell, Pamela Anderson e a modelo Helena Christensen, que beijou Michael Hutchence, do grupo INXS, no palco.

## Indicações
Os vencedores estão em negrito.
| Melhor Canção | Best Diretor |
| --- | --- |

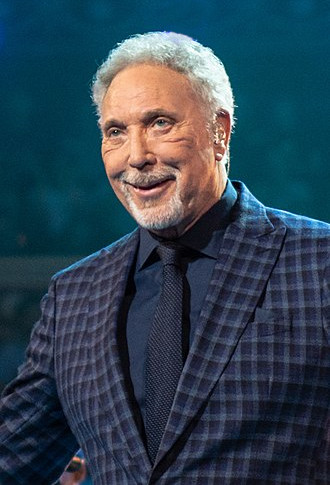
Tom Jones foi o anfitrião da edição inaugural do MTV EMA

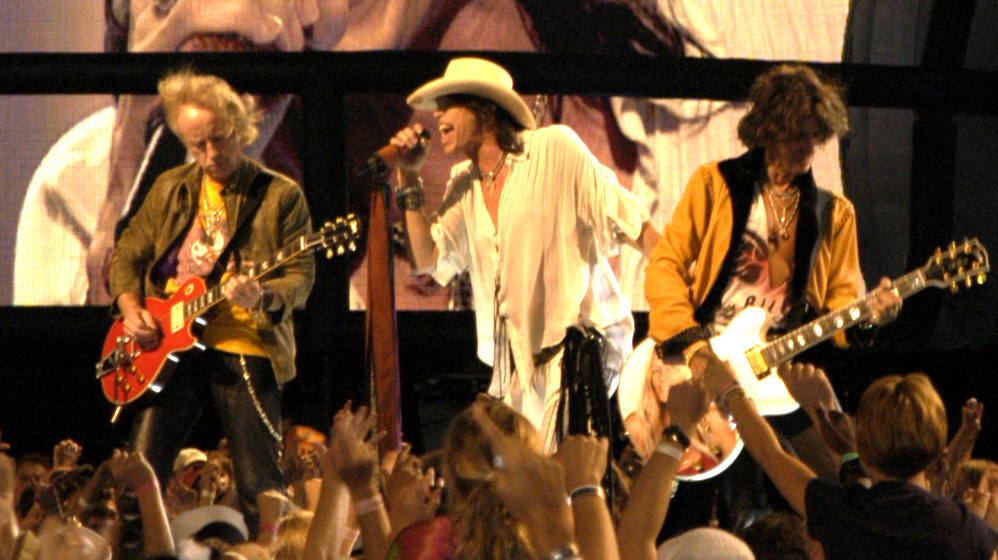
A banda Aerosmith foi quem conseguiu mais indicações, arrecadando o prêmio de Melhor Artista de Rock

| - Youssou N'Dour e Neneh Cherry — "7 Seconds" - Aerosmith — "Cryin'" - Beck — "Loser" - Björk — "Big Time Sensuality" - Blur — "Girls & Boys"                    | - Mark Pellington (Whale — "Hobo Humpin' Slobo Babe") - Julien Temple (Enigma — "Return to Innocence") - Spike Jonze (Beastie Boys — "Sabotage") - Stephane Sednaoui (MC Solaar — "Nouveau Western") - Wim Wenders and Mark Neale (U2 — "Stay (Faraway, So Close!)")                                |
| Melhor Artista Feminina | Melhor Artista Masculino |
| - Mariah Carey - Björk - Marusha - Neneh Cherry - Tori Amos | - Bryan Adams - Bruce Springsteen - MC Solaar - Prince - Seal |
| Melhor Grupo | Artista Revelação |
| - Take That - Aerosmith - Beastie Boys - Crowded House - Rage Against the Machine                                                                                | - Crash Test Dummies - Beck - Deus - Therapy? - Whale |
| Melhor Artista de Dance | Best Arista de Rock |
| - The Prodigy - 2 Unlimited - D Ream - Jam & Spoon - Reel 2 Real                                                                                                 | - Aerosmith - Metallica - Rage Against the Machine - Soundgarden - Therapy? |
| Melhor Cover | Herói Local |
| - Gun — "Word Up!" - Ace of Base — "Don't Turn Around" - Big Mountain — "Baby, I Love Your Way" - Pet Shop Boys — "Go West" - Wet Wet Wet — "Love Is All Around" | - Alain Bashung (França) - An Emotional Fish (Irlanda) - Bravo (Rússia) - Deus (Bélgica) - Devotion (Noruega) - De Mono (Polônia) - E-Type (Suécia) - H-Blockx (Alemanha) - Irene Grandi (Itália) - Oasis (Reino Unido) - Rita (Israel) - Vanessa (República Tcheca) - Van Dik Hout (Países Baixos) |
| Free Your Mind | |
| Anistia Internacional | |

## Apresentações
| Artista(s)      | Tema(s)                  |
| --------------- | ------------------------ |
| George Michael  | "Freedom! '90"           |
| Aerosmith       | "Walk on Water" "Cryin'" |
| Roxette         | "Sleeping in My Car"     |
| Take That       | "Sure"                   |
| Björk com Fluke | "Big Time Sensuality"    |
| Ennio Marchetto |                          |
| Eros Ramazzotti | "Cose della vita"        |
| Therapy?        | "Die Laughing"           |
| Ace of Base     | "Living in Danger"       |
| Tom Jones       | "If I Only Knew"         |
| George Michael  | "Jesus to a Child"       |
| Prince          | "Peach"                  |

## Aparições
- Helena Christensen e Michael Hutchence – apresentaram a categoria de Melhor Canção
- Tracey Ullman – apresentou a categoria de Melhor Artista Masculino
- Jean Paul Gaultier e Naomi Campbell – apresentaram a categoria de Melhor Artista de Dance
- Alexi Lalas e Dave Mustaine – apresentaram a categoria de Melhor Artista Femininoa
- Pamela Anderson e East 17 – apresentaram a categoria de Melhor Artista de Rock
- Herbert Grönemeyer e Marusha – apresentaram a categoria de Melhor Cover
- Youssou N'Dour e Neneh Cherry – apresentaram a categoria de Artista Revelação
- Bono – aceitou o prêmio Free Your Mind em nome da Anistia Internacional
- Steven Tyler e Joe Perry – apresentaram a categoria de Melhor Diretor
- Bryan Adams – apresentou a categoria de Melhor Grupo